# Ruurd Groot
Ruward Erik (Ruurd) Groot  (Krommenie, 17 mei 1939 – Alkmaar, 22 april 2024) was een Nederlandse vertaler van sciencefiction- en fantasy-boeken, met name van Jack Vance en Terry Pratchett. Voor zijn vertaalwerk maakte hij gebruik van het heteroniem Venugopalan Ittekot, dat vanaf 2005 ook werd gebruikt door zijn vrouw Mieke Groot, eveneens vertaler.
Groot was redacteur bij Meulenhoff. Samen met Eduard Visser voerde hij de redactie over de Sciencefiction-serie van de uitgeverij. In 1967/68 was hij redacteur van het Jongerenblad Knijp, dat na vier afleveringen alweer ophield te bestaan.
In de sciencefiction-reeks M=SF van Meulenhoff verscheen in 1968 de novelle Duvels en oranje moeren, die door Groot samen met Eduard Visser werd geschreven onder het pseudoniem Grovis. In dit satirische verhaal onderneemt een groep buitenlandse kinderen, met namen als Moefie, Krett en Otjepoe, een expeditie naar het Nederland van 2153, waar de kleuren grijs en oranje het straatbeeld domineren en waar het maatschappelijke leven wordt beheerst door de Griffe Kerk.